# Werner Wachsmuth

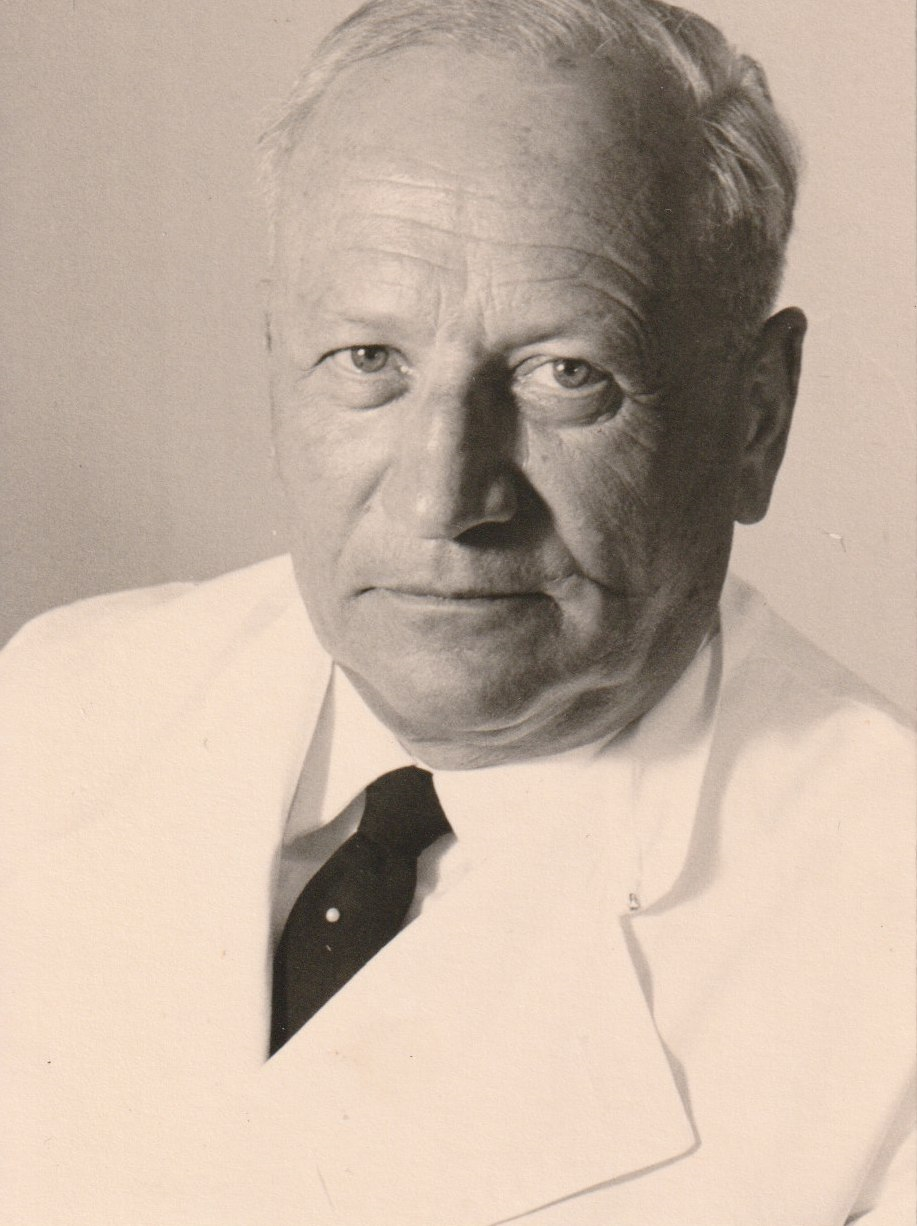
Werner Wachsmuth

Werner Wachsmuth (Rostock, 29 maart 1900 - Würzburg, 7 juni 1990) was een Duits chirurg, die tijdens de Tweede Wereldoorlog in Brussel actief was.

## Levensloop
Wachsmuth was een zoon van de hogeschoolprofessor Richard Wachsmuth en van Maria Springer (1876-1953). Ze waren in 1896 in Berlijn getrouwd. Richard was assistent in Göttingen bij de natuurkundige Hermann von Helmholtz, maar verhuisde, na diens dood, in 1898 naar Rostock, waar hem een hogere functie werd aangeboden. In 1907 kwam er opnieuw een verhuis, ditmaal naar Frankfurt am Main. Werner studeerde er van 1907 tot 1917 aan het Lessing-gymnasium. Tijdens het laatste jaar van de Eerste Wereldoorlog was hij soldaat. Daarna vatte hij studies geneeskunde aan, aan de universiteit van Tübingen en aan de universiteit van Würzburg. In 1923 legde hij eindexamens af aan de universiteit van Frankfurt en werd tot doctor in de geneeskunde gepromoveerd.
Hij zette zijn opleiding verder in München bij Friedrich von Müller (interne geneeskunde) en in Heidelberg bij Eugen Enderlen (chirurgie). In 1924 ondernam hij als scheepsarts een boottocht naar India. Vanaf 1928 werkte hij aan de universiteit van Bonn. In 1933 trad hij toe tot de Reichswehr, wat hem bespaarde lid te moeten worden van een nationaalsocialistische organisatie. In 1935 werd hij hoofdarts in een ziekenhuis in Leipzig. Enkele maanden later werd hij hoofdarts in München. In 1936 werd hij hoogleraar aan de universiteit van München.

## In België
In 1939 werd hij raadgevend chirurg bij de geneeskundige hoofdinspecteur van het leger. Van 1940 tot 1944 was hij hoofdchirurg in het militair ziekenhuis in Brussel. Hij hield er zich intensief bezig met militairen in shellshock en met breuken. 
Toen in augustus 1944 de tijd van de terugtrekking kwam, weigerde hij gevolg te geven aan het Führerbevel om de gewonde soldaten aan de geallieerde legers en, naar werd gevreesd, aan de volkswoede over te laten. In afspraak met Richard Jungclaus maakte hij dat enkele duizenden gijzelaars die naar Duitsland zouden gevoerd worden, werden vrijgelaten (in feite overgedragen aan het Rode Kruis) en de beperkte transportmogelijkheden voor het vervoer van gewonde soldaten werden aangewend. Zelf werd Wachsmuth gevangengenomen door geallieerde troepen en in 1945 en 1946 leidde hij ziekenhuizen voor gekwetste krijgsgevangenen in Watford en Swindon.

## Na de oorlog
In augustus 1946 werd hij hoogleraar aan de universiteit van Würzburg en directeur van de Würzburgse ziekenhuizen die hij heropbouwde. In 1948 werd hij lid van de academische raad van de universiteit. Hij bleef deze functies uitoefenen tot aan zijn emeritaat in 1969. Hij bleef verder actief door zich te interesseren voor medische ethiek en voor juridische vraagstukken in de chirurgie. 
Wachsmuth was in 1932 getrouwd en had twee zonen en een dochter. Zijn hele leven was hij bevriend met de Joodse chirurg Rudolf Nissen, die uitweek eerst naar Turkije en vervolgens naar de Verenigde Staten en tot de externe oppositie aan de nazi's behoorde, terwijl Wachsmuth tot de 'innere opposition' behoorde.

## Eerbetoon en erefuncties
Wachsmuth was:
- voorzitter van de Beierse vereniging van chirurgen (1955),
- lid van de Duitse academie voor wetenschappen (1959),
- voorzitter van de Duitse vereniging voor chirurgie (1967),
- Gouden medaille Ernst von Bergmann van de Duitse vereniging voor heelkunde (1977),
- doctor honoris causa van de universiteit van Göttingen (1978),
- erelid van talrijke Duitse en buitenlandse verenigingen van geneesheren en chirurgen.

In België werd hij vereerd met een promotie in de Leopoldsorde.

## Publicaties
- (met Titus von Lanz) Praktische Anatomie, meerdere delen, 1938.
- Die chirurgische Indikation, feestredn bij de heropening van de Julius-Maximilian Universiteit op 12 maart 1947, in: Würzburger Universitätsreden, Deel 4.
- Allgemeine und spezielle chirurgische Operationslehre, Deel 10, Die Operationen an den Extremitäten. 1972.
- Ärztliche Problematik des Urlaubs, Berlin/Heidelberg / New York 1973.
- Fortschritt als ärztliches Problem, Frankfurt am Main, 1979.
- Reden und Aufsätze 1930–1984, Springer, Berlijn/Heidelberg 1985, ISBN 978-3-540-15246-0.
- Ein Leben mit dem Jahrhundert, autobiografie, Springer, Berlijn/Heidelberg 1985, ISBN 3-540-15036-6.